# Tammaro Cassandro
Tammaro Cassandro (Capua, 5 aprile 1993) è un tiratore a volo italiano.

## Carriera
Entrato in nazionale dal 2007, ha partecipato a numerosi eventi internazionali, vincendo in categoria juniores ai mondiali un argento nel 2011 ed un bronzo nel 2013; una medaglia di bronzo agli Europei juniores del 2013. In nazionale seniores, ha conquistato nello skeet sette medaglie mondiali e nove medaglie europee.

## Palmarès
- Campionati mondiali

Granada 2014: oro nello skeet a squadre.
Mosca 2017: oro nello skeet a squadre, bronzo nello skeet a squadre miste.
Changwon 2018: argento nello skeet a squadre.
Lonato del Garda 2019: argento nello skeet, bronzo nello skeet a squadre.
Osijek 2022: oro nello skeet a squadre.
- Europei

Tatárszentgyörgy 2014: oro nello skeet a squadre.
Baku 2017: argento nello skeet a squadre.
Lonato del Garda 2019: argento nello skeet.
Osijek 2021: bronzo nello skeet a squadre miste.
Larnaca 2022: oro nello skeet a squadre, argento nello skeet a squadre miste.
Osijek 2023: oro nello skeet a squadre, bronzo nello skeet e nello skeet a squadre miste.
- Giochi europei

Cracovia 2023: argento nello skeet a squadre.